# 越後川口站
越後川口站（日语：／ Echigo-Kawaguchi eki */?）是一個位於日本新潟縣長岡市東川口，屬於東日本旅客鐵道（JR東日本）的鐵路車站。

## 車站結構
丘陵地的北斜面為飯山線的側式月台1面1線與上越線的島式月台1面2線的地面車站，月台間與站舍設有地下通道聯絡。

### 月台配置
| 月台 | 路線    | 方向 | 目的地             | 備註                 |
| ---- | ------- | ---- | ------------------ | -------------------- |
| 1    | ■飯山線 | 上行 | 十日町方向         |                      |
| 1    | ■上越線 | 下行 | 長岡、新潟方向     | 飯山線開抵的直通列車 |
| 2    | ■上越線 | 下行 | 長岡、新潟方向     |                      |
| 3    | ■上越線 | 上行 | 浦佐、越後湯澤方向 |                      |

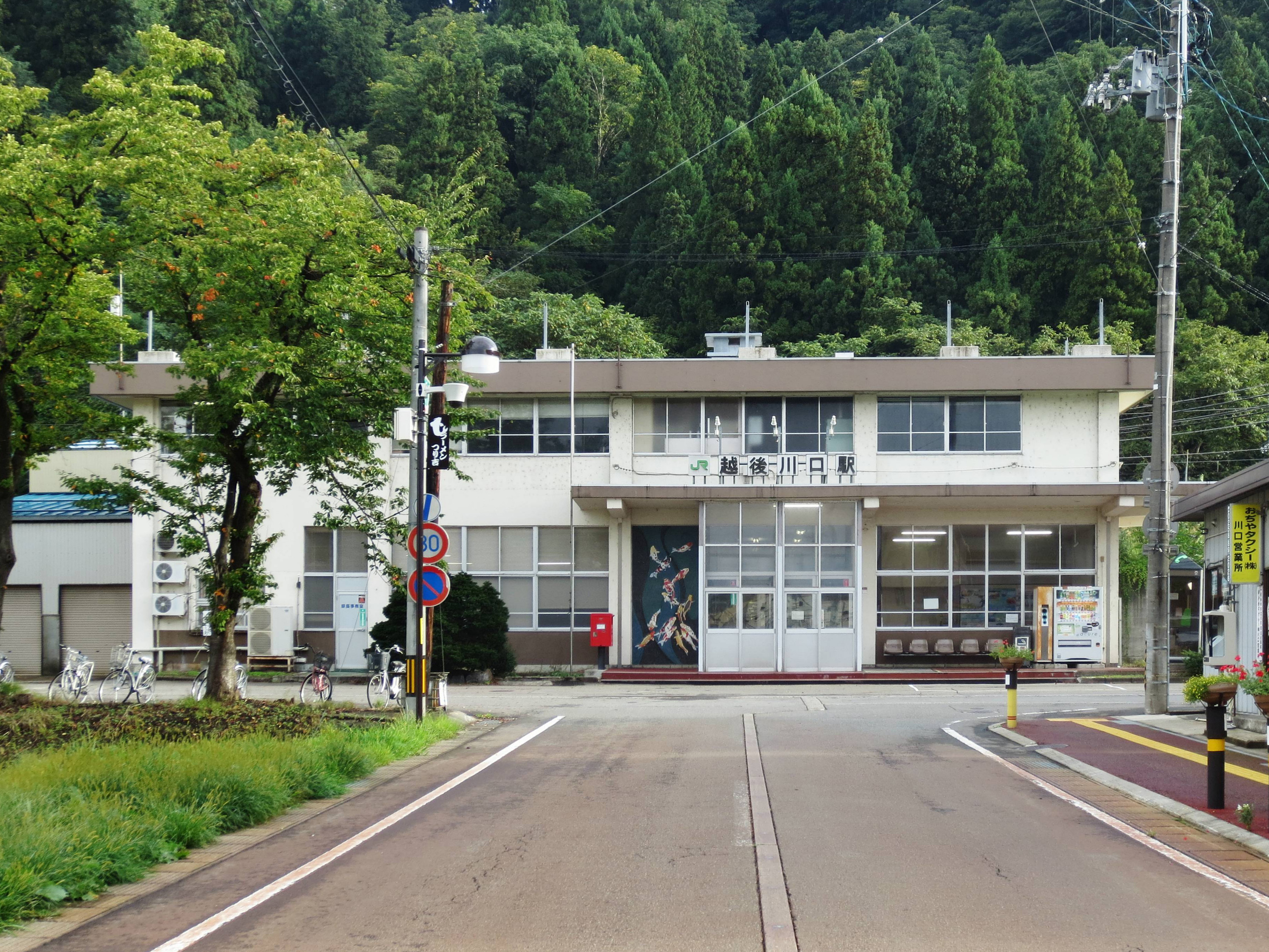
舊站房（2015年9月）
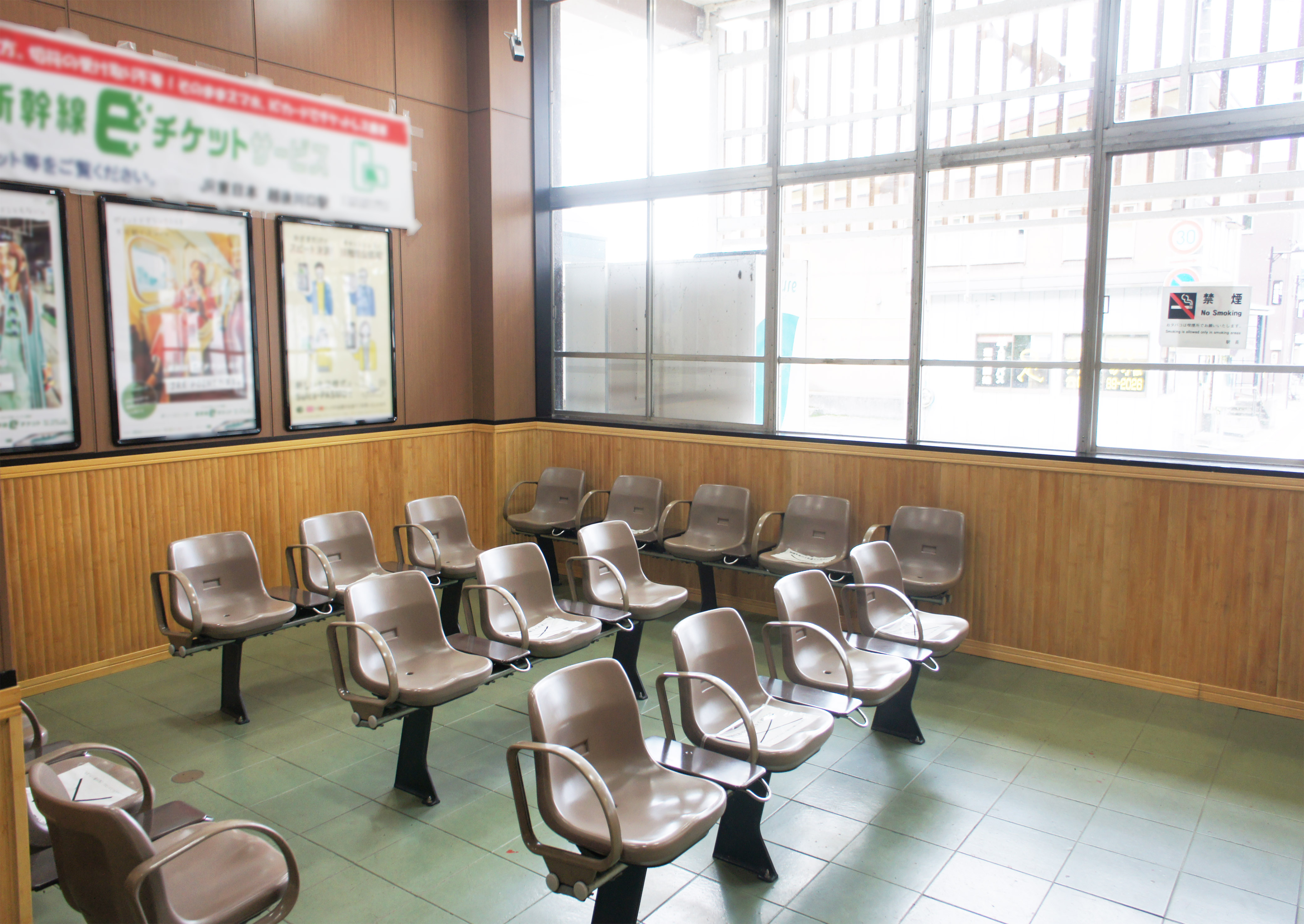
候車室（2021年9月）
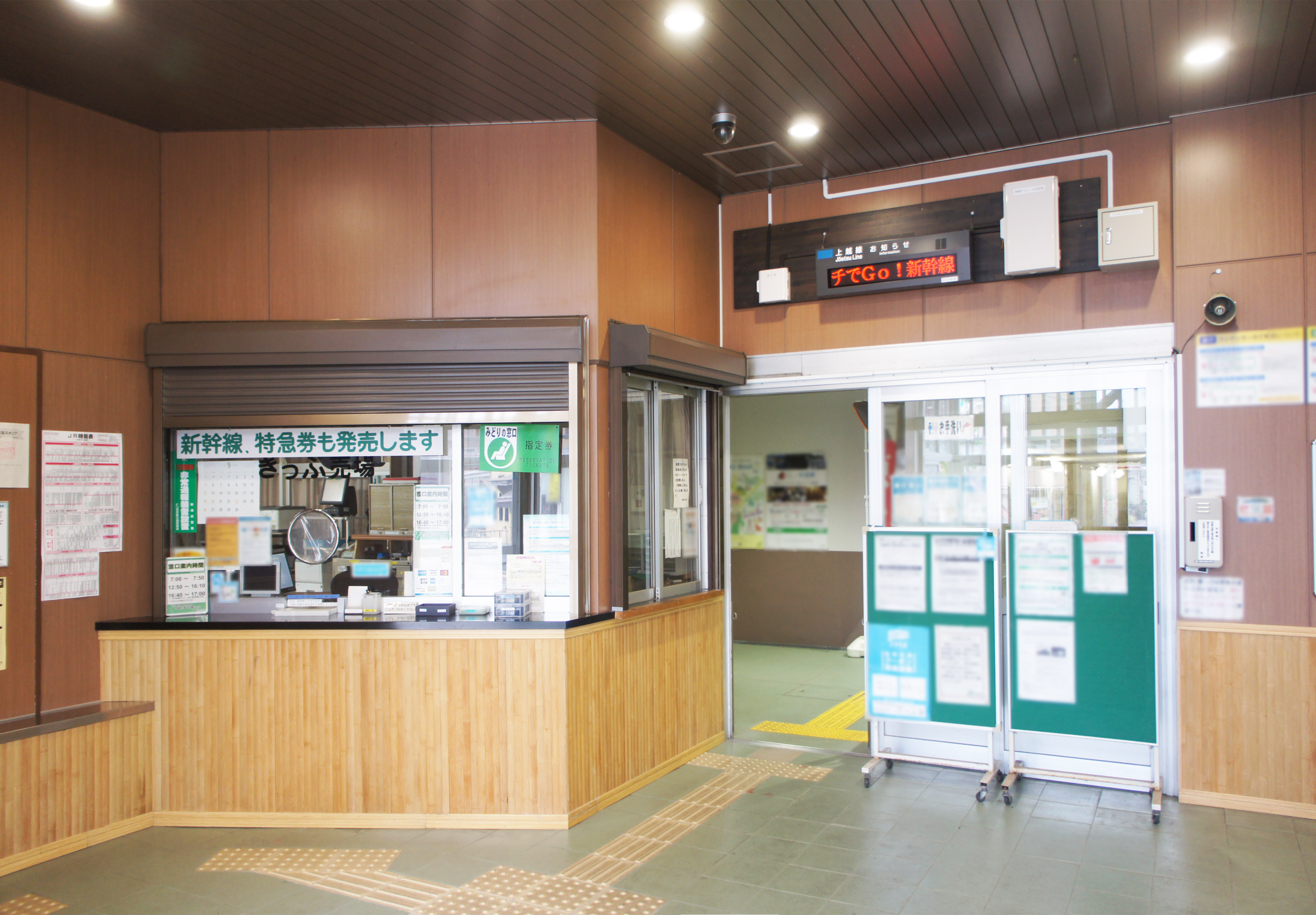
檢票口（2021年9月）
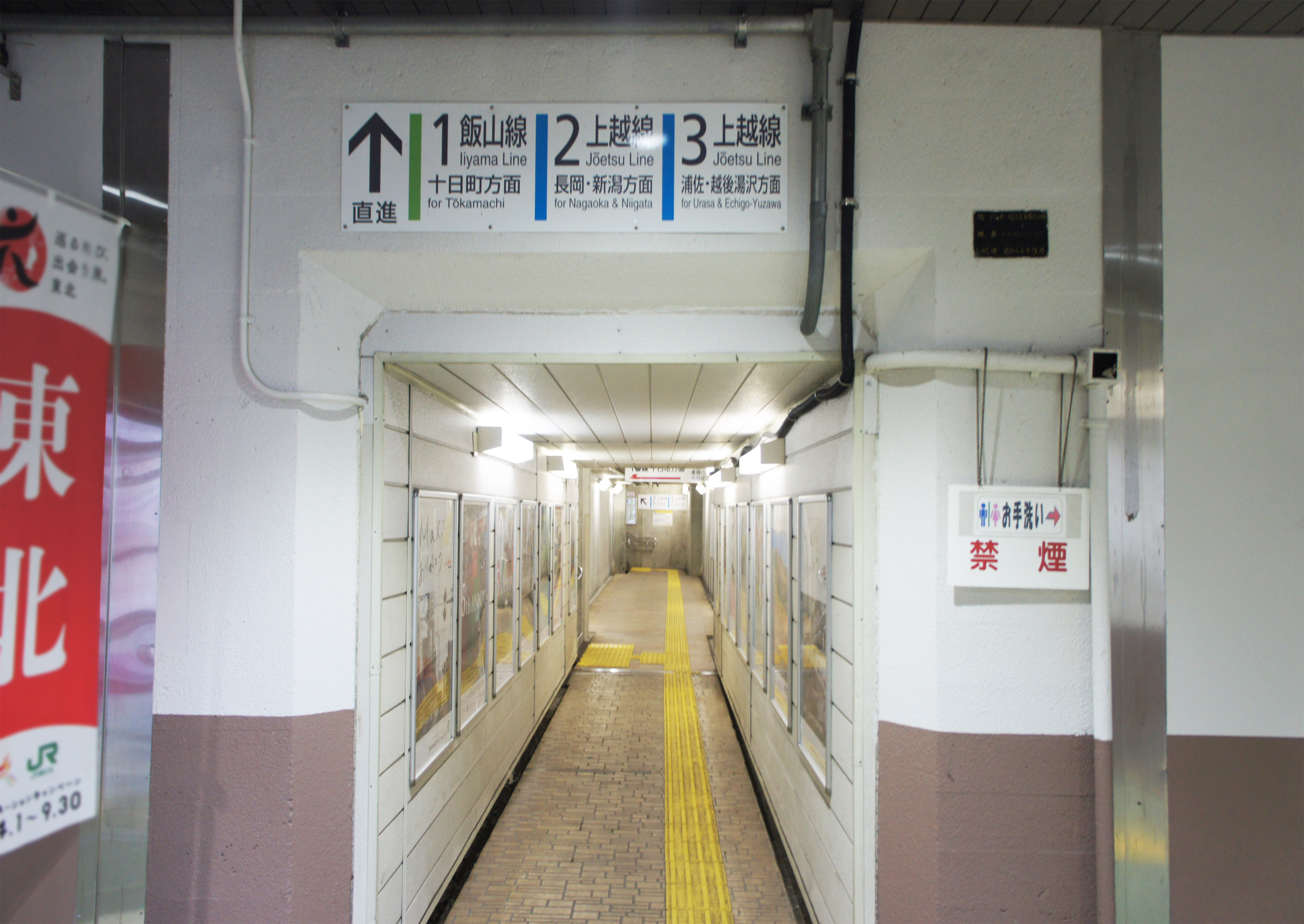
地下通路（2021年9月）
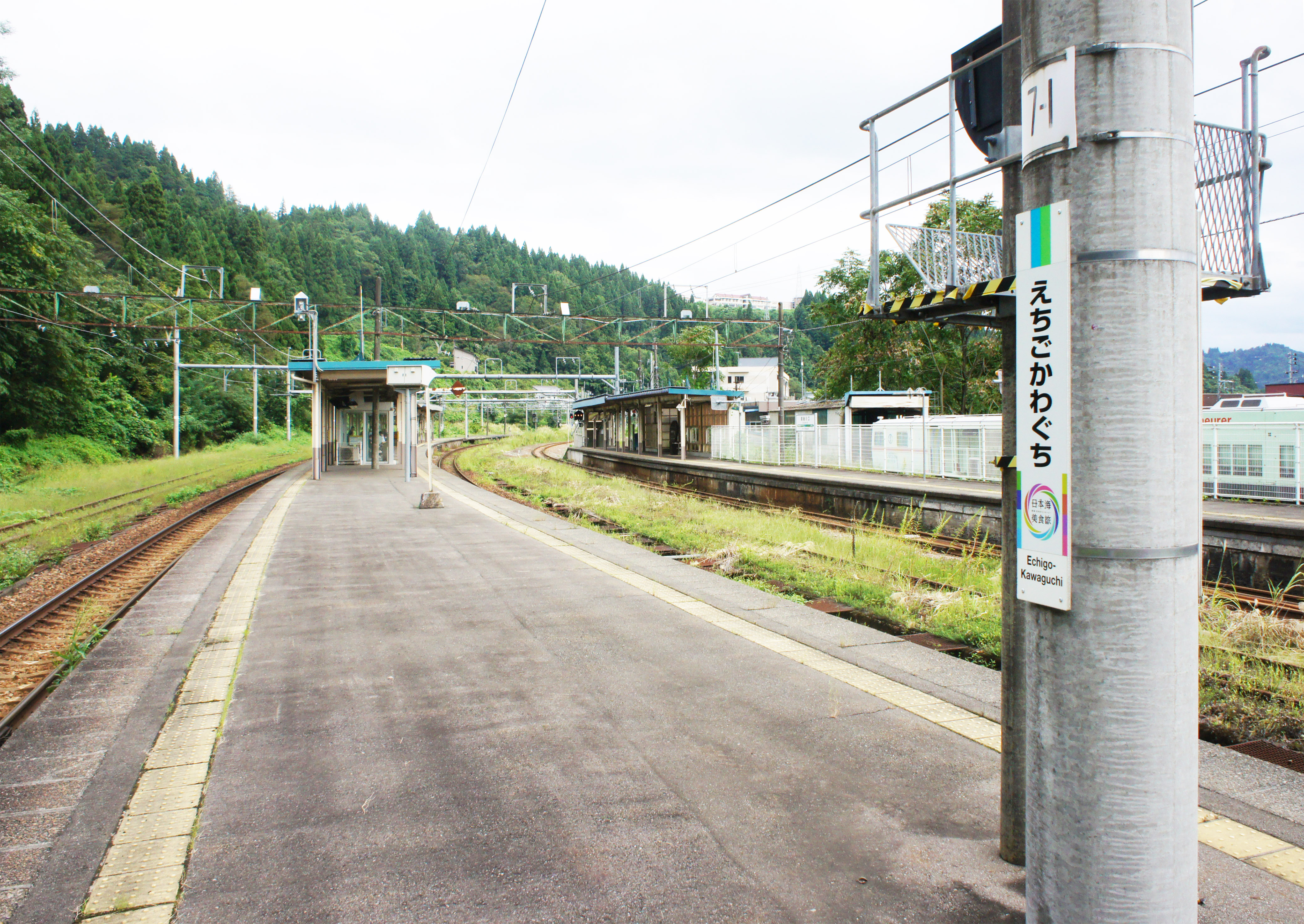
月台（2021年9月）

## 使用情況
根據JR東日本，2018年度（平成30年度）1日平均上車人次為183人。
近年的推移如下表。
| 上車人次推移       | 上車人次推移     | 上車人次推移    |
| 年度               | 1日平均 上車人次 | 來源            |
| ------------------ | ---------------- | --------------- |
| 2000年（平成12年） | 284              | [ 利用客数 2 ]  |
| 2001年（平成13年） | 289              | [ 利用客数 3 ]  |
| 2002年（平成14年） | 272              | [ 利用客数 4 ]  |
| 2003年（平成15年） | 263              | [ 利用客数 5 ]  |
| 2004年（平成16年） | 206              | [ 利用客数 6 ]  |
| 2005年（平成17年） | 199              | [ 利用客数 7 ]  |
| 2006年（平成18年） | 211              | [ 利用客数 8 ]  |
| 2007年（平成19年） | 214              | [ 利用客数 9 ]  |
| 2008年（平成20年） | 213              | [ 利用客数 10 ] |
| 2009年（平成21年） | 188              | [ 利用客数 11 ] |
| 2010年（平成22年） | 189              | [ 利用客数 12 ] |
| 2011年（平成23年） | 199              | [ 利用客数 13 ] |
| 2012年（平成24年） | 209              | [ 利用客数 14 ] |
| 2013年（平成25年） | 219              | [ 利用客数 15 ] |
| 2014年（平成26年） | 193              | [ 利用客数 16 ] |
| 2015年（平成27年） | 208              | [ 利用客数 17 ] |
| 2016年（平成28年） | 191              | [ 利用客数 18 ] |
| 2017年（平成29年） | 197              | [ 利用客数 19 ] |
| 2018年（平成30年） | 183              | [ 利用客数 1 ]  |

## 相鄰車站
東日本旅客鐵道（JR東日本）
■上越線
北堀之內－越後川口－小千谷
■飯山線
內卷－越後川口－（上越線小千谷方向*）
*:一部分列車直通。

### 使用9青況
1. 1 2  . 東日本旅客鉄道.   [2019-07-16]. （原始内容存档于2019-07-05）.
2. ↑  . 東日本旅客鉄道.   [2019-04-10]. （原始内容存档于2018-02-13）.
3. ↑  . 東日本旅客鉄道.   [2019-04-10]. （原始内容存档于2019-04-02）.
4. ↑  . 東日本旅客鉄道.   [2019-04-10]. （原始内容存档于2019-04-02）.
5. ↑  . 東日本旅客鉄道.   [2019-04-10]. （原始内容存档于2019-04-02）.
6. ↑  . 東日本旅客鉄道.   [2019-04-10]. （原始内容存档于2019-04-02）.
7. ↑  . 東日本旅客鉄道.   [2019-04-10]. （原始内容存档于2017-08-08）.
8. ↑  . 東日本旅客鉄道.   [2019-04-10]. （原始内容存档于2019-03-27）.
9. ↑  . 東日本旅客鉄道.   [2019-04-10]. （原始内容存档于2017-08-08）.
10. ↑  . 東日本旅客鉄道.   [2019-04-10]. （原始内容存档于2019-04-02）.
11. ↑  . 東日本旅客鉄道.   [2019-04-10]. （原始内容存档于2019-04-02）.
12. ↑  . 東日本旅客鉄道.   [2019-04-10]. （原始内容存档于2016-03-27）.
13. ↑  . 東日本旅客鉄道.   [2019-04-10]. （原始内容存档于2019-04-02）.
14. ↑  . 東日本旅客鉄道.   [2019-04-10]. （原始内容存档于2019-03-27）.
15. ↑  . 東日本旅客鉄道.   [2019-04-10]. （原始内容存档于2019-03-06）.
16. ↑  . 東日本旅客鉄道.   [2019-04-10]. （原始内容存档于2019-03-06）.
17. ↑  . 東日本旅客鉄道.   [2019-04-10]. （原始内容存档于2019-03-23）.
18. ↑  . 東日本旅客鉄道.   [2019-04-10]. （原始内容存档于2019-02-14）.
19. ↑  . 東日本旅客鉄道.   [2019-04-10]. （原始内容存档于2019-03-25）.

## 外部連結
- JR東日本 越後川口站 （页面存档备份，存于）